# Viktor Matvienko
Pour les articles homonymes, voir Matvienko.
Viktor Antonovitch Matvienko (ukrainien : Віктор Антонович Матвієнко et russe : Виктор Антонович Матвиенко) (né le 26 octobre 1948 à Zaporojie à l'époque en Union soviétique, aujourd'hui en Ukraine et mort le 29 novembre 2018[réf. nécessaire]) est un joueur de football international soviétique (ukrainien), qui évoluait au poste de défenseur, avant de devenir ensuite entraîneur.

## Biographie
Il a eu sa formation sportive à l'école spécialisée de Zaporijjia «Metalurh». 

### Carrière de joueur

#### Carrière en club
Ayant terminé sa formation à l'école sportive, V. Matvienko il a joué pour «Metalurh» (1966—1967, 1970). Pendant son service militaire il a joué pour l'équipe du Club sportif de l'armée (Odessa) 44 matchs et marqué 1 but (1968—1969).
Dans les années 1970—1977, Viktor Matvienko est joueur du club du Dynamo Kiev, avec lequel il remporte quatre championnats d'URSS et gagne la Coupe d'Europe des vainqueurs de coupe en 1975.
Il joue 15 matchs en Coupe d'Europe des clubs champions, atteignant les demi-finales de cette compétition en 1977.

#### Carrière en sélection
Avec l'équipe d'URSS, Viktor Matvienko joue 21 matchs (pour aucun but inscrit) entre 1971 et 1977. 
Il joue son premier match en équipe nationale le 14 juin 1971 contre l'Écosse et son dernier le 18 mai 1977 contre la Hongrie.
Il figure dans le groupe des sélectionnés lors du championnat d'Europe des nations de 1972, où la sélection soviétique atteint la finale, en étant battue par l'Allemagne.
Il participe enfin aux Jeux olympiques de 1976 organisés à Montréal. Il joue cinq matchs lors du tournoi olympique, remportant la médaille de bronze.

## Statistiques
| Saison                | Club                   | Championnat           | Championnat | Championnat | Coupe(s) nationale(s) | Coupe(s) nationale(s) | Compétition(s) continentale(s) | Compétition(s) continentale(s) | Compétition(s) continentale(s) | Total | Total |
| Saison                | Club                   | Division              | M.          | B.          | M.                    | B.                    | Comp.                          | M.                             | B.                             | M.    | B.    |
| 1968                  | SKA Odessa             | D2                    | 10          | 0           | 2                     | 0                     | -                              | -                              | -                              | 12    | 0     |
| 1969                  | SKA Odessa             | D2                    | 34          | 1           | -                     | -                     | -                              | -                              | -                              | 34    | 1     |
| 1970                  | Metallourg Zaporojié   | D3                    | 23          | 1           | 1                     | 0                     | -                              | -                              | -                              | 24    | 1     |
| Sous-total            | Sous-total             | Sous-total            | 67          | 2           | 3                     | 0                     | -                              | -                              | -                              | 70    | 2     |
| 1970                  | Dynamo Kiev            | D1                    | 14          | 0           | -                     | -                     | -                              | -                              | -                              | 14    | 0     |
| 1971                  | Dynamo Kiev            | D1                    | 28          | 1           | 4                     | 0                     | -                              | -                              | -                              | 32    | 1     |
| 1972                  | Dynamo Kiev            | D1                    | 29          | 0           | 4                     | 0                     | C1                             | 4                              | 0                              | 37    | 0     |
| 1973                  | Dynamo Kiev            | D1                    | 30          | 1           | 7                     | 0                     | C3                             | 4                              | 0                              | 41    | 1     |
| 1974                  | Dynamo Kiev            | D1                    | 29          | 0           | 3                     | 0                     | C2                             | 4                              | 0                              | 36    | 0     |
| 1975                  | Dynamo Kiev            | D1                    | 19          | 3           | 1                     | 0                     | C2+C1                          | 5+1                            | 0                              | 26    | 3     |
| 1976                  | Dynamo Kiev            | D1                    | 14          | 0           | 1                     | 0                     | C1+C1                          | 2+4                            | 0                              | 21    | 0     |
| 1977                  | Dynamo Kiev            | D1                    | 25          | 2           | 2                     | 0                     | C1+C3                          | 4+2                            | 0                              | 33    | 2     |
| Sous-total            | Sous-total             | Sous-total            | 188         | 7           | 22                    | 0                     | -                              | 30                             | 0                              | 240   | 7     |
| 1978                  | Dniepr Dniepropetrovsk | D1                    | 21          | 1           | 2                     | 0                     | -                              | -                              | -                              | 23    | 1     |
| Total sur la carrière | Total sur la carrière  | Total sur la carrière | 276         | 10          | 27                    | 0                     | -                              | 30                             | 0                              | 333   | 10    |

## Palmarès
| Dynamo Kiev \| - Championnat d'Union soviétique (4) : - Champion : 1971, 1974, 1975 et 1977. - Vice-champion : 1972, 1973 et 1976. - Coupe d'Union soviétique (1) : - Vainqueur : 1974. - Finaliste : 1973. \| \| - Supercoupe d'URSS : - Finaliste : 1977. - Coupe d'Europe des vainqueurs de coupe : - Vainqueur : 1975. - Supercoupe de l'UEFA (1) : - Vainqueur : 1975. \| |  | Union soviétique - Championnat d'Europe : - Finaliste : 1972 - Jeux olympiques : - Bronze : 1976                                                          |
| - Championnat d'Union soviétique (4) : - Champion : 1971, 1974, 1975 et 1977. - Vice-champion : 1972, 1973 et 1976. - Coupe d'Union soviétique (1) : - Vainqueur : 1974. - Finaliste : 1973. |  | - Supercoupe d'URSS : - Finaliste : 1977. - Coupe d'Europe des vainqueurs de coupe : - Vainqueur : 1975. - Supercoupe de l'UEFA (1) : - Vainqueur : 1975. |